# Aljaksej Lihačėŭski
Aljaksej Igaravič Lihačėŭski (in bielorusso Аляксей Ігаравіч Ліхачэўскі?; in russo Алексей Игоревич Лихачевский?, Aleksej Igorevič Lihačevskij; Brėst, 28 giugno 1990) è uno schermidore bielorusso, specialista della sciabola.

## Palmarès
In carriera ha conseguito i seguenti risultati:
- Mondiali di scherma

Catania 2011: argento nella sciabola a squadre.